# Erik Melbye Brekke
Erik Melbye Brekke, född 14 juli 1911 i Bergen, död 10 juni 1978 i Oslo, var en norsk skådespelare.
Melbye Brekke verkade 1935–1936 vid Det Nye Teater och var under 1930- och 1940-talen engagerad vid Trøndelag Teater. Under 1960- och 1970-talen var han vid Nationaltheatret. Vid sidan av teatern gjorde han 14 film- och TV-roller 1952–1975. Han debuterade i Det kunne vært deg (1952).

## Filmografi
- 1952 – Det kunne vært deg
- 1957 – Peter van Heeren
- 1957 – Nio liv
- 1958 – Pastor Jarman kommer hjem
- 1959 – Herren och hans tjänare
- 1960 – Omringad
- 1961 – Hans Nielsen Hauge
- 1962 – Tonny
- 1963 – Vildanden
- 1966 – Lille Lord Fauntleroy (TV-serie)
- 1969 – An-Magritt
- 1969 – Taxi (TV-serie)
- 1974 – Læregutter
- 1975 – Eiszeit